# ایرانیان استرالیا
ایرانیان استرالیا یا استرالیایی‌های ایرانی‌تبار به آن دسته از شهروندان استرالیایی گفته می‌شود که یا از ایران به آن کشور مهاجرت کرده‌اند یا اصالت ایرانی دارند (فرزندان مهاجران ایرانی هستند).
پیش از انقلاب ۱۳۵۷ ایران حدود ۲۸۸ نفر ایرانی به استرالیا مهاجرت کرده و تابعیت آن کشور را در کنار حفظ تابعیت اصلی خود پذیرفتند. این گروه را اغلب اقلیت‌های ارمنی، آشوری، و کلیمی تشکیل می‌دادند. پس از انقلاب، بر تعداد مهاجران ایرانی افزوده شد و متخصصان زیادی با توجه به شرایط مناسب فراهم آمده در استرالیا برای مهاجران، به آن کشور مهاجرت کردند.
بر اساس سرشماری سال ۲۰۱۶، ۳۹٫۷٪ مهاجران ایرانی ساکن ایالت نیو ساوت ولز ۲۸٫۶٪ ساکن ایالت ویکتوریا، ۱۱٫۲٪ ساکن ایالت کوئینزلند، ۱۰٪ ساکن ایالت استرالیای غربی، ۷٫۸٪ ساکن ایالت استرالیای جنوبی، ۱٫۴٪ ساکن قلمرو پایتختی استرالیا، ۱٪ ساکن تاسمانی و ۰٫۳٪ ساکن قلمرو شمالی بوده‌اند.

## وضعیت زندگی
طبق سرشماری سال ۲۰۲۱ میانه سن ایرانیان استرالیا ۳۸ سال است. میانه درآمد هفتگی هر فرد بالای ۱۵ سال ایرانی-استرالیایی ۸۰۵ دلار استرالیا و میانه درآمد هفتگی هر خانوار ایرانی-استرالیایی ۲۱۲۰ دلار است. ۵۰٫۴ ایرانیان (متولد ایران) استرالیا مدرک کارشناسی و بالاتر دارند. از نظر دینی ۳.۲ درصد مسلمان، ۳۸.۴ درصد بی‌دین، ۰.۱ درصد بهایی، ۲.۷ درصد مسیحی، ۴۸.۷ سایر و  ۶.۹ درصد نیز اظهار ننموده‌اند.

## پناهندگان از راه دریا
سالانه، ایرانیان زیادی با قصد مهاجرت به استرالیا از طریق دریا به این کشور سفر کرده و درخواست پناهندگی می‌کنند. دولت استرالیا برخلاف تعهدات پذیرش پناهجویی که دارد، این اقدام را غیرقانونی دانسته و این افراد را بازداشت و در کمپ‌های مخصوص پناهندگان، در شرایط نامناسبی نگهداری می‌کند. بنابر آمار سال ۲۰۱۵ میلادی، از جمع حدود ۲۰۰۰ پناهجویی که در اردوگاه‌های مهاجرتی استرالیا به‌سر می‌برند، حدود ۲۰ درصد ایرانی هستند که دولت استرالیا، دستور اخراج آنها را صادر کرده‌است. همچنین چند هزار ایرانی در استرالیا، دارای گواهی اقامت موقت هستند و در صف انتظار درخواست روادید دائمی که به گفته کارشناسان، بیشتر آنها در آینده اخراج خواهند شد. طبق دستور تونی ابوت، از سال ۲۰۱۳، ایرانیانی که سعی کرده‌اند از راه دریا و به صورت قاچاق، خود را به استرالیا برسانند به کمپ‌های مانوس، پاپوآ گینه نو و نائورو فرستاده می‌شوند و حق ورود به خاک استرالیا را ندارند. در سال ۲۰۱۴، دو ایرانی به نام‌های حمید خزایی (۲۴ ساله) و رضا براتی (۲۳ ساله)، به دلیل شرایط نامساعد زندگی در این کمپ‌ها و نبود پزشک معالج، جان خود را از دست دادند و موجب اعتراضات و اعتصاباتی در اردوگاه‌ها شد. امین انصاری، رمان‌نویس ایرانی، در سال ۲۰۱۳ رمانی را با موضوع این پناهندگان با عنوان والس با آبهای تاریک توسط نشر نوگام منتشر کرد. این رمان بر اساس حقایق و مجموعهٔ مصاحبه‌هایی با این پناهجویان نوشته شده‌است.

## ایرانیان استرالیای جنوبی
طبق منابع شفاهی کامران اشراقیان اولین ایرانی است که در سال ۱۹۵۹ میلادی در سن ۱۳ سالگی وارد آدلاید شد. خانواده ایشان چند سال بعد در سال ۱۹۶۷ وارد آدلاید شدند. در سال ۱۹۶۵ خانواده بالایانس از ایرانیان ارمنی تبار در جستجوی زندگی بهتر وارد ایالت استرالیای جنوبی شدند. تعدادی از دانشجویان تحصیلات تکمیلی در ابتدای دهه ۱۹۷۰ میلادی پذیرش دانشگاهی و اسکالرشیپ گرفتند و وارد استرالیای جنوبی شدند. خیلی از این افراد بعد از پایان تحصیلاتشان در استرالیای جنوبی ماندند. بعد از انقلاب اسلامی سال ۱۹۷۹ و تغییرات اجتماعی و سیاسی ایران و همین طور بعد از جنگ ایران و عراق در سالهای ۱۹۸۰ تا ۱۹۸۸ عده قابل توجهی از ایرانیان به استرالیای جنوبی آمدند. تعداد ایرانیان ساکن استرالیای جنوبی از ۱۳۱ نفر در سرشماری سال ۱۹۸۱ به ۴۹۵ نفر در سرشماری سال ۱۹۸۶ و ۹۶۶ نفر در سرشماری سال ۱۹۹۱ افزایش یافت.
ایرانیان مهاجر بیشتر به عنوان مهاجر متخصص وارد استرالیای جنوبی شدند و در مشاغل مختلفی مثل مشاغل مهندسی و علمی مشغول به کار هستند. بعد از انقلاب اسلامی، ایرانیان بهایی از طریق ویزاهای بشردوستانه در استرالیای جنوبی سکنی گزیدند. میانه دهه ۱۹۸۰ میلادی بیشترین ورود بهاییان به ایالت استرالیای جنوبی است. بیشتر ایرانیان ساکن استرالیای جنوبی در نواحی شهری آدلاید زندگی می کنند.

## اشخاص برجسته
- شکوفه کاوانی، نقاش، مترجم و هنرمند
- نبی صالح، بنیانگذار کافه‌های گلوریا جین
- سام دستیاری، سناتور ایالت نیوساوت ولز
- تینا رحیمی، بوکسور ایرانی تبار و نماینده استرالیا در بازی‌های المپیک تابستانی ۲۰۲۴
- سهیل عابدیان، انبوه ساز
- بیژن رحمانی، بازیگر
- موژان آریا، بازیگر
- گراناز موسوی، شاعر و فیلمساز
- حسین والامنش، هنرمند درگذشته در شهر آدلاید
- علیرضا فغانی، داور فوتبال
- دنیل ارزانی، فوتبالیست
- انوشیروان نوریان، بوکسور بازنشسته
- علی پهلوان، خواننده گروه آریان